# Frances Hodgson Burnett
Frances Eliza Hodgson Burnett (født 24. november 1849, død 29. oktober 1924) var en engelsk-amerikansk dramatiker og forfatter. Hun er bedst kendt for sine børnebøger, specielt The Secret Garden, A Little Princess og Little Lord Fauntleroy.
Hun voksede op i fattigdom i Manchester. I 1865 emigrerede hun til Tennessee i USA. Som 18 år gammel fik hun ansvaret for sine fire yngre søskende, efter at begge forældre var døde. For at forsørge dem begyndte hun at udgive historier.